# Valéria Sattamini
Valéria Sattamini (nascida no Rio de Janeiro), é uma cantora e compositora brasileira.
Lançou em 2013, o CD Samba Blim. O álbum contém as canções de sua autoria "Quero Ver Você", "O Que Me Falta", "Eu Não Sei", "Tua Cicatriz", "Soul Black" e "Bem Cedo", além das canções de Jorge Ben Jor, entre elas "O Homem Da Gravata Florida" e "Agora Ninguém Chora Mais", e outras canções como, "Naná" (de Moacir Santos e Mario Telles, "Swing do Campo Grande" (de Moraes Moreira) e "Tamanco no Samba" (de Orlandivo e Elton Menezes).
A música "La Ville Engloutie", cantada em francês, faz parte da trilha sonora internacional da telenovela Em Família, da Rede Globo.

## Discografia
- (2003) Samba Blim[1]